# Acrossidius tasmaniae
Acrossidius tasmaniae är en skalbaggsart som beskrevs av Hope 1846. Acrossidius tasmaniae ingår i släktet Acrossidius och familjen Aphodiidae. Inga underarter finns listade i Catalogue of Life.